# Oshogbo
Oshogbo lub Osogbo – miasto w Nigerii, stolica stanu Osun. Liczy około 157 tys. mieszkańców, głównie członków ludu Joruba. 
Ośrodek handlu i przemysłu. Węzeł drogowy; przez miasto przebiega ważna linia kolejowa z portu Lagos nad Zatoką Gwinejską do Nguru na północy kraju; w pobliżu lotnisko. Siedziba uczelni:  Ladoke Akintola University. Na obrzeżach miasta znajduje się również Święty gaj bogini Oshun, wpisany na Listę dziedzictwa UNESCO.